# مرز (فیلم ۱۳۶۰)
مرز نام فیلمی به کارگردانی جمشید حیدری و نویسندگی سیروس الوند است. این فیلم محصول کشور ایران محصول سال ۱۳۶۰ است.

## خلاصه داستان
اهالی یک روستای مرزی در برابر هجوم ارتش دشمن مقاومت کرده و با کمک یک استوار اخراجی ارتش به نام مختار آموزش نظامی می‌بینند. آن‌ها سرانجام با رهبری مختار بر ارتش دشمن پیروز می‌شوند.

## نقد و بررسی
«مرز» نخستین فیلم داستانی و بلند سینمایی بود که دربارهٔ جنگ عراق با ایران ساخته شد و روی پرده آمد. فیلم، با مایه‌های عاطفی، پا را از حد شعارهای معمول دربارهٔ جنگ، فراتر نمی‌گذارد. یک ایراد اساسی فیلم، جدا از انبوه ضعف‌های فرعی اش، توجه فراوان به فردگرایی و قهرمان پردازی، و بی‌توجهی به نیروی مردم است. می‌بینیم که مرد بالای تپه به عنوان یک قهرمان، باید حتماً از آن بالا قدم رنجه فرماید و مردم را نجات دهد. بدون او، مردم هیچ اند!